# The Baddest (K/DA歌曲)
〈The Baddest〉（风格化为全大写）为擴增實境韓國流行音樂女子组合K/DA的预发行歌曲，于2020年8月27日发行。歌曲是K/DA自2018年的〈Pop/Stars〉以来的首支歌曲，由Riot Games音乐团队作曲、Riot与音乐人Bekuh BOOM作词。发行当天，歌曲的音乐录影带上传至英雄联盟官方YouTube频道。

## 背景和发行
K/DA于2020年8月20日推出组合官方Twitter和Instagram帐号。与此同时，Riot公司公布了单曲宣传照，包括组合回归日期及预发行歌曲的名称，并附上标签“YOUTUBE PREMIERE 8.27.2020 12 PM PT #KDA #CALLINGALLBLADES #KDAISBACK #COMEBACK #THEBADDEST”。自2020年8月24日起，K/DA成员的个人形象宣传照陆续发布，依次为女皇阿狸、女神伊芙琳、舞者卡莎和叛军阿卡丽。发行前夕，英雄联盟的Shazam主页透露Wolftyla和碧·米勒将接替〈Pop/Stars〉的麦迪逊·比尔和杰拉·伯恩斯，为卡莎和伊芙琳配唱，但伯恩斯和贝尔未回归的原因不得而知。
〈The Baddest〉将收录于Riot游戏音乐厂牌即将发行的EP，该专辑还收录了DJ索娜（DJ Sona）、嘻哈组合“真实伤害”（True Damage）及重摇滚组合“杀五社”（Pentakill）的作品，这些歌曲后续将发布。Riot承诺“为英雄联盟及K/DA的粉丝带来大量惊喜”，“目标是利用音乐驱动的体验突破音乐的传统界限”。

## 作曲
歌曲以A小调写就，每分钟150拍，时长2分42秒。歌曲由(G)I-DLE的田小娟及曹薇娟、碧·米勒和Wolftyla演唱，Riot Games音乐团队作曲、Riot与音乐人Bekuh BOOM作词。

## 专业评价
《福布斯》的迈克·斯塔布斯（Mike Stubbs）撰文指歌曲很洗脑，听了几遍仍不会觉得腻。Shacknews的TJ·丹泽（TJ Denzer）对音乐视频印象深刻，认为歌曲“将流行乐风格版本的游戏冠军阿狸、伊芙琳、阿卡丽和凯莎以完满及时尚的形式带回到〈The Baddest〉中”，认为歌曲“表现出色的歌声及音效合力创下了令人兴奋的节奏”。英雄聯盟歐洲冠軍聯賽召唤师丹尼尔·德拉科斯（Daniel "Drakos" Drakos）表示自己第一次听这首歌就不是很喜欢。不过，他也建议大家在Spotify和Apple Music等音乐流媒体平台听这首歌，效果更好。与此同时，另一位欧洲联赛召唤师印第安纳·“青蛙”·布莱克（Indiana "Froskurinn" Black）喜欢凯莎的歌词“我来大开杀戒，我比较厉害，可别跑”（I came to slay back and I’m better and ready to stay）。
歌曲入选《Hyperbae》2020年度最佳韩流歌曲及音乐视频。

## 曲目列表
数字下载及流媒体版
- 1. "The Baddest" – 2:42
- 2. "The Baddest" (inst.) – 2:42

## 制作名单
制作名单摘自Melon和Tidal。
- 主唱 – 田小娟和曺薇娟（(G)I-DLE）、碧·米勒和Wolftyla
- Riot Games音乐团队 – 制作、作曲、作词、人声制作、混音工程、母带工程
- 塞巴斯蒂安·纳詹德（Sebastien Najand）– 作曲
- Bekuh BOOM（英语：Bekuh BOOM） – 作词、附加人声
- 丽贝卡·约翰逊（Rebecca Johnson）– 作词
- 犽宿（Yasuo）– 制作
- 莉迪亚·白（Lydia Baek） – 韩语翻译
- 金敏治（Minji Kim）– 韩语翻译
- 阿卡丽（Akali）– 执行制作
- 奥斯卡·非（Oscar Free）– 人声制作

## 歌词视频
8月27日太平洋时间下午12点，英雄联盟官方YouTube频道开启倒计时直播，吸引18万名观众观看。10分钟后，视频点击量超50万，8小时突破400万。视频由曾Riot游戏与曾参与《完美音调2》、Netflix纪录片《我们的国度》及乔伊·巴达斯歌曲〈Unorthodox〉制作的乔丹泰勒工作室（Jordan Taylor Studios）联袂呈现。翌日，Riot韩国发布(G)I-dle录制该歌曲的幕后花絮。

## 榜单表现
| 榜单（2020年）                         | 最高排名 |
| -------------------------------------- | -------- |
| 加拿大（《告示牌》热门数字歌曲銷售榜） | 30       |
| 捷克（百強數位單曲榜）                 | 62       |
| 匈牙利（四十強單曲榜）                 | 21       |
| 匈牙利（四十強串流榜）                 | 16       |
| 立陶宛（AGATA）                        | 70       |
| 马来西亚（馬來西亞唱片業協會）         | 16       |
| 新西兰（新西兰唱片音乐协会热门单曲榜） | 6        |
| 蘇格蘭（官方榜单公司單曲榜）           | 70       |
| 新加坡（新加坡唱片業協會）             | 7        |
| 韩国（Gaon單曲榜）                     | 178      |
| 英国（官方榜单公司下载榜）             | 74       |
| 英国（官方榜单公司獨立單曲榜）         | 18       |
| 美国（《公告牌》数字歌曲銷售榜）       | 28       |
| 美国（《公告牌》世界数字歌曲銷售榜）   | 1        |

## 发行历史
| 地区 | 日期          | 模式            | 厂牌             | 参考   |
| ---- | ------------- | --------------- | ---------------- | ------ |
| 多地 | 2020年8月27日 | 数字下载 流媒体 | Riot Games       | [ 33 ] |
| 韩国 | 2020年8月29日 | 数字下载 流媒体 | Riot Games Stone | [ 1 ]  |